# Urgentni centar (američka TV serija, 15. sezona)
Petnaesta sezona serije Urgentni centar je emitovana od 25. septembra 2008. do 2. aprila 2009. godine na kanalu NBC i broji 22 epizode.

## Opis
Meki Fajfer je napustio seriju nakon epizode "Život posle smrti" u kojoj je Dejvid Lajons unapređen u glavnu postavu. Anđela Baset se pridružila glavnoj postavi u epizodi "Još jedan četvrtak u Opštoj". Mora Tirni je napustila glavnu postavu nakon epizode "Knjiga o Ebi".

## Uloge

### Glavne
- Mora Tirni kao Ebigejl Lokhart (Epizode 1-3)
- Meki Fajfer kao Gregori Prat (Epizoda 1)
- Parminder Nagra kao Nila Razgotra
- Džon Stamos kao Entoni Gejts
- Linda Kardelini kao Samanta Tagart
- Skot Grajms kao Arčibald Moris
- Dejvid Lajons kao Sajmon Brener
- Anđela Baset kao Ketrin Benfild (Epizode 2-22)

### Epizodne
- Entoni Edvards kao Mark Grin (Epizoda 7)
- Džordž Kluni kao Daglas Ros (Epizoda 19)
- Šeri Stringfild kao Suzan Luis (Epizoda 22)
- Noa Vajl kao Džon Karter (Epizode 16-19, 22)
- Džulijana Margulis kao Kerol Hatavej (Epizoda 19)
- Erik La Sejl kao Piter Benton (Epizode 19, 22)
- Lora Ins kao Keri Viver (Epizode 7, 22)
- Aleks Kingston kao Elizabet Kordej (Epizode 12, 22)
- Pol MekKrejn kao Robert Romano (Epizoda 7)
- Goran Višnjić kao Luka Kovač (Epizoda 3)
- Mora Tirni kao Ebigejl Lokhart (Epizoda 20)
- Šejn Vest kao Rej Barnet (Epizode 5, 20-21)

## Epizode
| Br. u seriji | Br. u sezoni | Naslov                        | Reditelj           | Scenarista                   | Premijerno emitovanje |
| --- | ------------ | ----------------------------- | ------------------ | ---------------------------- | --------------------- |
| 310 | 1            | "Život posle smrti"           | Kristofer Misijano | Džo Saks                     | 25. septembar 2008    |
| Gejts žuri na mesto praska kola hitne pomoći nakon što je otkrio da je Prat bio u unutra, a ne Sem. Prat je hitno primljen u Opštu zbog povreda od praska gde zaposleni Urgentnog centra rade da mu poprave stanje. Na kraju mu karotidna žila puca zbog čega on umire. U međuvremenu, Ebi postavlja pogrešnu dijagnozu bolesniku i priča o svojim planovima da ode iz Čikaga sa Kovačem dok Moris mora da sakupi deliće nakon Pratove smrti. Poslednja pojava Gregorija Prata. |              |                               |                    |                              |                       |
| 311 | 2            | "Još jedan četvrtak u Opštoj" | Pol Mekrejn        | Lisa Zverling                | 9. oktobar 2008       |
| Nova gomila stažista i nova šefica Urgentnog centra dolaze na prvi radni dan u Opštoj. Dok su se pripremali, bio-terorista sa torbom punom Ricina je primljen zbog slomljene noge. Prva pojava Ketrin Benfild. |              |                               |                    |                              |                       |
| 312 | 3            | "Knjiga o Ebi"                | Kristofer Čulak    | Dejvid Zabel                 | 16. oktobar 2008      |
| Ebi dobija posao u Bostonu i pokušava da ode iz Opšte u tišini, ali zaposleni joj daju do znanja koliko će im nedostajati. Ebi se oprašta i odlazi za Boston sa Kovačem i svojim sinom. Poslednja stalna pojava Ebigejl Lokhart. Poslednja pojava Luke Kovača. |              |                               |                    |                              |                       |
| 313 | 4            | "Roditeljski nadzor"          | Džon Galager       | Dženin Šerman Baroa          | 23. oktobar 2008      |
| Nezadovolja stažistinim radom, Benfildova odlučuje da pokrene novi sastav. Svaki stažista dobija učitelja na dnevnoj osnovi: Darija je spojena sa Gejtsom, Rajan sa Morisom, a Trejsi sa Brenerom. Brener govori Trejsi kako želi da radi, ali ona navaljuje da radi po svom. Jedna devojčica je primljena zbog slomljene noge što je možda uzrokovao jako bolestni član porodice. |              |                               |                    |                              |                       |
| 314 | 5            | "Ukleti"                      | Kristofer Čulak    | Karen Meser                  | 30. oktobar 2008      |
| Sem provid vreme učeći za ispit if farmacije zbog čega se Gejts oseća zanamareno. Školska tuča ishodi ubadanjem, a Brener leči žrtvu i pokušava da otkrije istinu iza priče. Moris ima iznenađenje za Nilu. Gejts biva zaključan na stepeništu sa gluvonemim dečakom za Noć veštica. Pojava Reja Barneta. |              |                               |                    |                              |                       |
| 315 | 6            | "O, brate"                    | Stiven Kreg        | Virdžil Vilijams             | 6. novembar 2008      |
| Banfildova je uznemirena jer njen suprug Rasel navaljuje da posete njegove roditelje. Morisu je omiljen Čez od starijih stažista što ishodi nevoljom. Gejts pita Sem i Aleksa da se presele kod njega. |              |                               |                    |                              |                       |
| 316 | 7            | "Leči se"                     | Dejvid Zabel       | Dejvid Zabel                 | 13. novembar 2008     |
| Benfildova mora da se suoči sa duhovima prošlosti jer je kritično bolesno dete primljeno u Urgentni centar. Susret sa Markom Grinom iz prošlosti joj pomaže da postavi dijagnozu i da se suoči sa svojim poteškoćama. Nilin stažista gubi svog prvog bolesnika i bori se da se suoči sa time. Poslednja pojava Marka Grina i Roberta Romana. Pojava Keri Viver. |              |                               |                    |                              |                       |
| 317 | 8            | "Doba nevinosti"              | Pol Mekrejn        | Dženin Šerman Baroa          | 20. novembar 2008     |
| Čovek oslobođen za zlostavljanje dece dolazi u Urgentni centar sa svojom ženom koja se povredila kad im je u kući izbio požar i privlači Brenerovu ljubaznost. Kasnije, čovekovo zanimanje za jednu devojku dovodi do toga da ga šurak istuče i zamalo oslepi. Kad je Brener postao osećajan dok se čovek lečio, Moris ga napada što dovodi do osećajnog otkrića o Brenerovoj prošlosti. Nilino uzrujavanje zbog njenog stažiste dostiže tačku ključanja, a Dubenko joj drži predavanje o bitnosti podučavanja i učiteljstva. Gejts nastavlja svoju potragu za nestalim bivšim borcem. |              |                               |                    |                              |                       |
| 318 | 9            | "Neka pada sneg"              | Čarls Hed          | Džo Saks                     | 4. decembar 2008      |
| Dok sneg zadržava Benfildovu i Morisa na lekarskom skupu u Omahi, Gejts je zadužen za decu. On dozvoljava Seminom sinu Aleksu i Sari da odu po mećavi na obližnju žurku. Vozeći drugova kola posle žurke, Aleks je teško povređen u sudaru zbog jurcanja. Sem je poludela. |              |                               |                    |                              |                       |
| 319 | 10           | "Veliki praznik"              | Lesli Linka Glater | Šenon Gos                    | 11. decembar 2008     |
| Moris prima neželjenu pošiljku od svog oca na pragu Urgentnog centra. Sem je zabrinuta oko toga da li da skine Aleksa sa respiratora nakon njegovog udesa. U međuvremenu, trudnica sa jako rizičnom trudnoćom je u velikoj opasnosti da bude proterana. Sem govori Gejtsu da će ona i Aleks da se odsele. |              |                               |                    |                              |                       |
| 320 | 11           | "Podela teskobe"              | Terens Najtingel   | Virdžil Vilijams             | 8. januar 2009        |
| Urgentni centar leči dva brata koji su upucani u toku kupoprodaje droge. Benfildova i njen suprug nastavljaju svoju potragu za ponovnim pokretanjem njihove porodice. Sem i Gejts se svađaju u toku lečenja bolesnika. |              |                               |                    |                              |                       |
| 321 | 12           | "Voditelj snova"              | Endru Bernštajn    | Lisa Zverling                | 15. januar 2009       |
| Nila je imala niz od tri sna u kojima su ishodi života dvoje bolesnika zavisili od njene odluke. U prva dva sna, ona donosi odluku za oba bolesnika, ali obe te odluke ubijaju bolesnike. U trežem snu, ona donosi novu odluku i spašava živote oba bolesnika i spava sa Brenerom. Na kraju, otkriveno je da su to sve bili snovi. Pojava Elizabet Kordej. |              |                               |                    |                              |                       |
| 322 | 13           | "Ljubav je bojno polje"       | Ričard Torp        | Karen Meser                  | 22. januar 2009       |
| Moris leči devojku koji je upucan dok je vozila svoj bicikl. U međuvremenu, Gejst ima nevolja dok pokušava da se odalji od Sem, a Nili su živci proradili kad je čula da se Brener vratio iz Australije. |              |                               |                    |                              |                       |
| 323 | 14           | "Dug, čudan put"              | Mimi Leder         | Džo Saks                     | 5. februar 2009       |
| Dr. Morgenstern posećuja opštu bolnicu nakon saznanja da mu je bivši profesor teško bolestan. U međuvremenu, Semina sestra dolazi iznenada. Gejts i Moris leče starijeg čoveka koji je napadnut na ulici, a Brenera potresa dijagnoza jednog bolesnika. |              |                               |                    |                              |                       |
| 324 | 15           | "Porodični čovek"             | Erik La Sejl       | Endru Feš                    | 12. februar 2009      |
| Jedna majka je povređena u saobraćajnoj nesreći sa kolima hitne pomoći. Osiguravajuće društvo uzrujava Morisa. Nila govori Breneru o svojoj ponudi u Severnoj Karolini. |              |                               |                    |                              |                       |
| 325 | 16           | "Početak kraja"               | Džonatan Kaplan    | Dejvid Zabel i Lisa Zverling | 19. februar 2009      |
| Dan Zaljubljenih u Urgentnom centru Nilu i Brenera zbližava. Banfildova pokušava da ubedi supruga da učestvuje u njenom planu da dobije dete. Gejts leči bolesnika koji je možda uneo u sebe otrov dok je "brao pečurke" dok Nila operiše majku jedne devojčice. Moris i njegova devojka se sukobljavaju jer on misli da je neki njen kolega fizički napao gadno povređenog bolesnika. Karter se vraća u Urgentni centar u posetu, dobija odobrenje od Benfildove da radi koju smenu u Opštoj i viđen je na dijalizi u poslednjem prizoru. Pojava Džona Kartera.                       |              |                               |                    |                              |                       |
| 326 | 17           | "T minus 6"                   | Rod Holkomb        | Dejvid Zabel i Lisa Zverling | 26. februar 2009      |
| Benfildovi razmatraju svoje mogunosti sa agencijom za usvajanje. Karter se bori sa novim postupnim i tehnološkim napretkom hitnog zdravstva od kad ga nije bilo. Brener suočava Lusine usvojitelje sa svojim brigama. Moris leči par koji shvata njegov savet doslovce. Sem je potresena kad joj je majka primljena u Urgentni centar. Nila donosi odluku u vezi svoje budućnosti u Opštoj. Benfildova otkriva KArterovo zdravstveno stanje. Pojava Džona Kartera. |              |                               |                    |                              |                       |
| 327 | 18           | "Ono što radimo"              | Dejvid Zabel       | Dejvid Zabel                 | 5. mart 2009          |
| Ekipa snimatelja koja snimatelja koja snima dokumentarac dolazi u Urgentni centar. Detektivka Klaudija Dijaz je primljena sa ranama od vatrenog oružja opasnim po život. Nilu zbunjuje manjak razgovora između nje i Brenera. Sem se bori da se pomiri sa svojom majkom. Karterovo stanje se odjadnom pogoršalo. Pojava Džona Kartera. |              |                               |                    |                              |                       |
| 328 | 19           | "Stara vremena"               | Džon Vels          | Džon Vels                    | 12. mart 2009         |
| Dok Karter čeka presađivanje bubrega, njega iznenada posećuje Benton. U međuvremenu, Ros i Hatavejeva moraju da dobiju pristanak za darivanje organa od žene koja je ožalošćena zbog iznenadne smrti unuka, ali Sem i Nila su se zaglavile u vazdušnoj luci sa organima za presađivanje u rukama. Benfildova se povezuje sa napuštenim detetom. Brener i dalje brine o devojčici čija majka čeka presađivanje srca. Poslednja pojava Daglasa Rosa i Kerol Hatavej. Pojava Džona Kartera i Pitera Bentona.                                                                              |              |                               |                    |                              |                       |
| 329 | 20           | "Premeštanje ravnoteže"       | Endru Bernštajn    | Lisa Zverling                | 19. mart 2009         |
| Nila se raspravlja sa Dubenkom zbog dva hirurška slučaja i traži da dokaže svoju vredost kao specijalizantkinje pre nego što napusti Opštu. Brener traži uvid u svoje teško detinjstvo. Poslednja pojava Ebigejl Lokhart. Pojava Reja Barneta. |              |                               |                    |                              |                       |
| 330 | 21           | "Dobro mi je"                 | Stiven Kreg        | Džo Saks                     | 26. mart 2009         |
| Jedna žena se vraća u Opštu da pokupi dete koje je ostavila tamo. Lekari i bolničari Urgentnog centra pomažu u kampu za decu koja se oporavljaju od operacija na otvorenom srcu i tamo Moris prosi Klaudiju, a Brener se sprijateljio sa detetom koje neće da učestvuje u radnjama. Poslednja pojava Reja Barneta. |              |                               |                    |                              |                       |
| 331 | 22           | "I na kraju..."               | Rod Holkomb        | Džon Vels                    | 2. april 2009         |
| Nova ustanova za siromašne koju je osnovao Karter je otvorena, a stari saradnici se vraćaju kako bi izrazili svoju podršku. Gejst leči pubertetlijku zbog trovanja alkoholom jer su ona i njena drugarica igrale igru pića. Sem je iznenađena kad je dobila poseban poklon za rođendan. Poslednja pojava Nile Rasgotre, Entonija Gejtsa, Samante Tagart, Aričbalda Morisa, Sajmona Brenera, Ketrin Benfild, Suzan Luis, Džona Kartera, Pitera Bentona, Keri Viver i Elizabet Kordej.                                                                                                   |              |                               |                    |                              |                       |